# إدغار بينتو
إدغار بينتو (بالبرتغالية: Edgar Pinto‏) (و. 1985  م) هو راكب دراجة هوائية برتغالي.

## سباقات أو مراحل فاز بها
| التاريخ        | السباق                                 | المركز                                                                    |
| -------------- | -------------------------------------- | ------------------------------------------------------------------------- |
| 02 مارس 2008   | طواف ألميريا 2008                      | الثامن في التصنيف العام                                                   |
| 23 فبراير 2014 | فولتا الغارف 2014                      | العاشر في التصنيف العام                                                   |
| 18 مايو 2014   | فولتا كاستيلا ليون 2014                | الخامس في تصنيف النقاط، السابع في التصنيف العام                           |
| 15 مايو 2016   | 2016 Volta Internacional Cova da Beira | المركز الثالث                                                             |
| 19 فبراير 2017 | فولتا الغارف 2017                      | العاشر في التصنيف العام                                                   |
| 26 فبراير 2017 | فولتا الينتيخو 2017                    | السابع في التصنيف العام                                                   |
| 12 مارس 2017   | كلاسيكا ألدياس دو زيستو 2017           | الثامن في التصنيف العام                                                   |
| 06 مايو 2018   | طواف كوميونيداد مدريد 2018             | الفائز في التصنيف العام                                                   |
| 12 أغسطس 2018  | فولتا البرتغال 2018                    | المركز الثالث                                                             |
| 21 أبريل 2019  | طواف تركيا الرئاسي 2019                | الخامس في التصنيف العام                                                   |
| 05 مايو 2019   | فولتا أستورياس 2019                    | الثاني في تصنيف أفضل شاب، الثالث في تصنيف النقاط، الرابع في التصنيف العام |

## روابط خارجية
- إدغار بينتو على موقع أرشيف الدراجات (الإنجليزية)
- إدغار بينتو على موقع إحصائيات الدراجات الإحترافية (الإنجليزية)
- إدغار بينتو على موقع نسبة الدراجات (الإنجليزية)